# Hans Hellström
Hans Lennart Viktor Hellström, född 28 februari 1942 i Solna, död 21 december 2017 i Upplands Väsby, var en svensk klättrare och alpinist. Hans var en av de drivande krafterna bakom bildandet av Svenska Klätterförbundet och blev det nybildade förbundets förste ordförande 1973. 1966 deltog han i den svenska klätterexpeditionen till Grönland där 27 förstagångsbestigningar gjordes. 
Han var i Svenska klätterförbundets regi aktiv som kursledare för kurser på Kebnekaise och i Häggsta.
1991 deltog han i den svenska Mount Everest-expeditionen. Han var vid sin bortgång 2017 Svenska Iglooklubbens ordförande.